# Hollywood Vampires (musikgrupp)

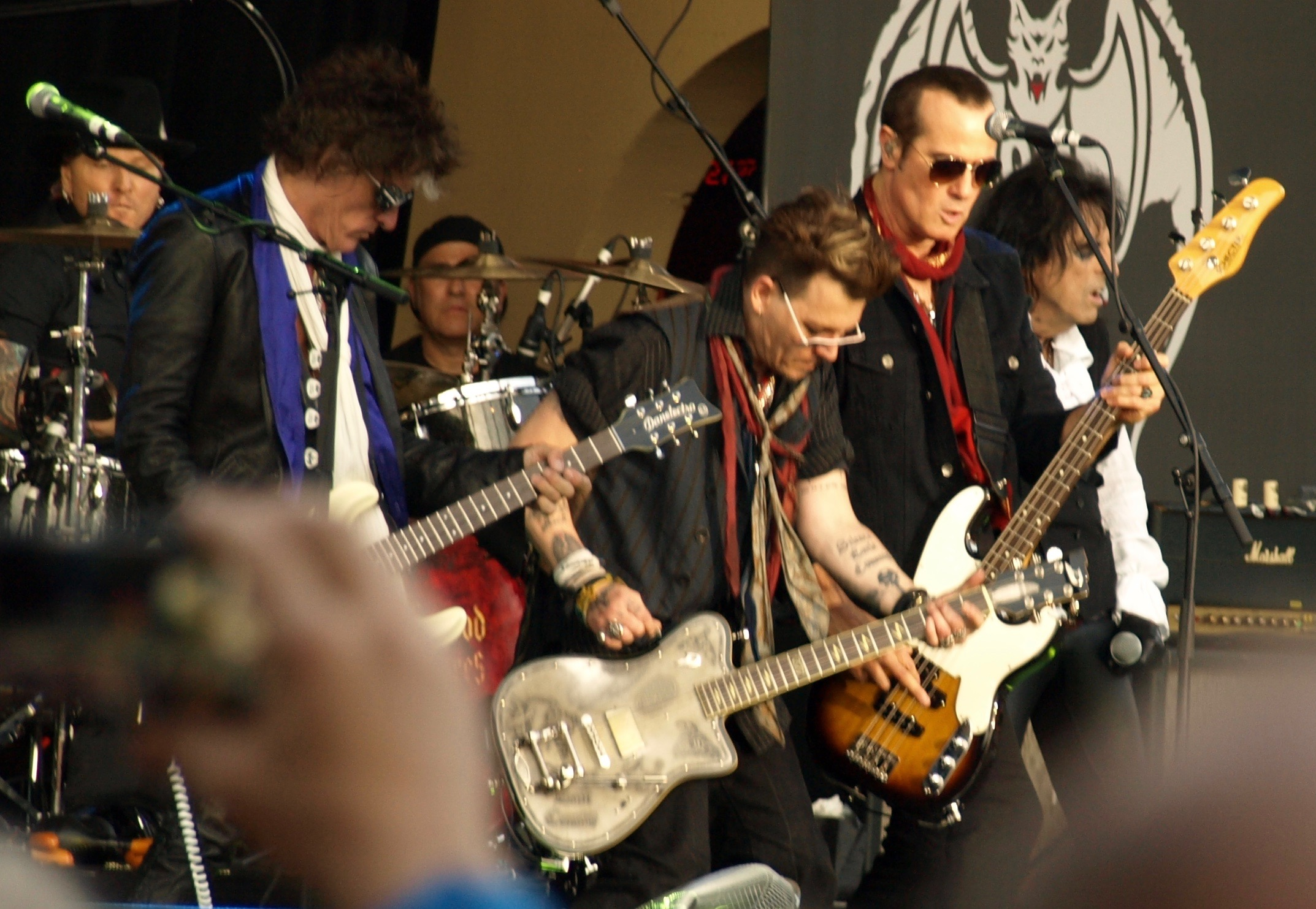
Hollywood Vampires på Gröna Lund 2016.

Hollywood Vampires är en amerikansk rock supergrupp som främst består av Alice Cooper, Johnny Depp och Joe Perry. Strax efter att ha grundats släppte de en självbetitlad debutplatta vars innehåll främst är covers på hårdrocksklassiker och som även innehåller gästinhopp av bland annat Paul McCartney, Dave Grohl, Joe Walsh och Christopher Lee. År 2019 släpptes andra albumet "Rise" som bestod för det mesta av eget material, men innehöll tre covers. 

## Medlemmar
- Alice Cooper – sång, bakgrundssång, munspel (2015–)
- Johnny Depp – kompgitarr, sologitarr, bakgrundssång, slidegitarr, keyboard (2015–)
- Joe Perry – sologitarr, kompgitarr, sång, bakgrundssång (2015– )
- Tommy Henriksen – sologitarr, kompgitarr, keyboard, bakgrundssång (2022– )

### Livemedlemmar
- Duff McKagan – basgitarr, bakgrundssång (2015–2016)
- Kesha – sång, bakgrundssång (2015)
- Lzzy Hale – sång, bakgrundssång, sologitarr, kompgitarr (2015)
- Brad Whitford – kompgitarr, sologitarr (2017)
- Glen Sobel – trummor (2017)
- Tommy Henriksen – keyboard, kompgitarr, sologitarr, bakgrundssång (2015–)
- Matt Sorum – trummor, sång, bakgrundssång (2015–)
- Bruce Witkin – slagverk, sologitarr, kompgitarr, basgitarr, keyboard, sång? bakgrundssång (2015–)
- Robert DeLeo – basgitarr, bakgrundssång (2016–)
- Tommy Denander – gitarr (2017–)

## Diskografi

### Hollywood Vampires (2015)
Låtlista
1. "The Last Vampire" (Egen låt) – 1:35
2. "Raise the Dead" (Egen låt) – 3:31
3. "My Generation" (The Who cover) – 2:47
4. "Whole Lotta Love" (Led Zeppelin cover) – 4:13
5. "I Got a Line on You" (Spirit cover) – 2:48
6. "Five to One / Break On Through (To the Other Side)" (The Doors cover) – 4:17
7. "One / Jump into the Fire" (Harry Nilsson cover) – 5:07
8. "Come and Get It" (Badfinger cover) – 2:59
9. "Jeepster" (T. Rex cover) – 2:43
10. "Cold Turkey" (Plastic Ono Band cover) – 3:07
11. "Manic Depression" (Jimi Hendrix cover) – 2:43
12. "Itchycoo Park" (Small Faces cover) – 2:55
13. "School's Out / Another Brick in the Wall part 2" (Alice Cooper/Pink Floyd cover) – 5:14
14. "My Dead Drunk Friends" (Egen låt) – 4:30
15. "I'm a Boy" (The Who cover) – 2:38 (Bonusspår)
16. "Seven and Seven Is" (Love cover) – 3:05 (Bonusspår)
17. "As Bad as I am" (Egen låt) – 3:45 (Bonusspår)

### Rise (2019)
1. "I Want My Now" (egen låt)
2. "Good People Are Hard to Find" (egen låt)¨
3. "Who's Laughing Now" (egen låt)
4. "How the Glass Fell" (egen låt)
5. "The Boogieman Surprise" (egen låt)
6. "Welcome to Bushwackers" (egen låt)
7. "The Wrong Bandage" (egen låt)
8. "You Can't Put Your Arms Around a Memory" (New York Dolls cover)
9. "Git from Round Me" (egen låt)
10. "Heroes" (David Bowie cover)
11. "A Pitiful Beauty" (egen låt)
12. "New Threat" (egen låt)
13. "Mr. Spider" (egen låt)
14. "We Gotta Rise" (egen låt)
15. "People Who Died" (Jim Carroll cover)
16. "Congratulations" (egen låt)